# Мясткув-Косьцельны (гмина)
Мясткув-Косьцельны (пол. Miastków Kościelny) — сельская гмина (волость) в Польше, входит как административная единица в Гарволинский повет, Мазовецкое воеводство. Население — 5073 человека (на 2004 год).

## Демография
| Перепись                       | Всего   | Всего | Женщины | Женщины | Мужчины | Мужчины |
| ------------------------------ | ------- | ----- | ------- | ------- | ------- | ------- |
| Единицы                        | человек | %     | человек | %       | человек | %       |
| Население                      | 5073    | 100   | 2478    | 48,8    | 2595    | 51,2    |
| Плотность населения (чел./км²) | 59,5    | 59,5  | 29,1    | 29,1    | 30,4    | 30,4    |

## Сельские округа
1. Бжеги
2. Глинки
3. Крушувка
4. Куявы
5. Мясткув-Косьцельны
6. Оземкувка
7. Пшикоры
8. Рычиска
9. Стары-Мясткув
10. Воля-Мястковска
11. Забрузды
12. Забрузды-Колёнья
13. Засядалы
14. Згуже
15. Зволя
16. Зволя-Подуховна

## Соседние гмины
1. Гмина Борове
2. Гмина Гужно
3. Гмина Сточек-Луковски
4. Гмина Воля-Мысловска
5. Гмина Желехув